# Hornická naučná stezka Údolí Milířky
Hornická naučná stezka Údolí Milířky je naučná stezka na severu České republiky v Lužických horách, v okrese Děčín v Ústeckém kraji. Nachází se na katastru obce Dolní Podluží. Naučná stezka byla otevřena dne 7. srpna 1999. Okružní stezka, jejímž zřizovatelem je Hornické muzeum v Jiřetíně pod Jedlovou, je značená zelenou barvou a je dlouhá 4,5 km. V seznamu tras KČT má číslo 9395.

## Informační tabule

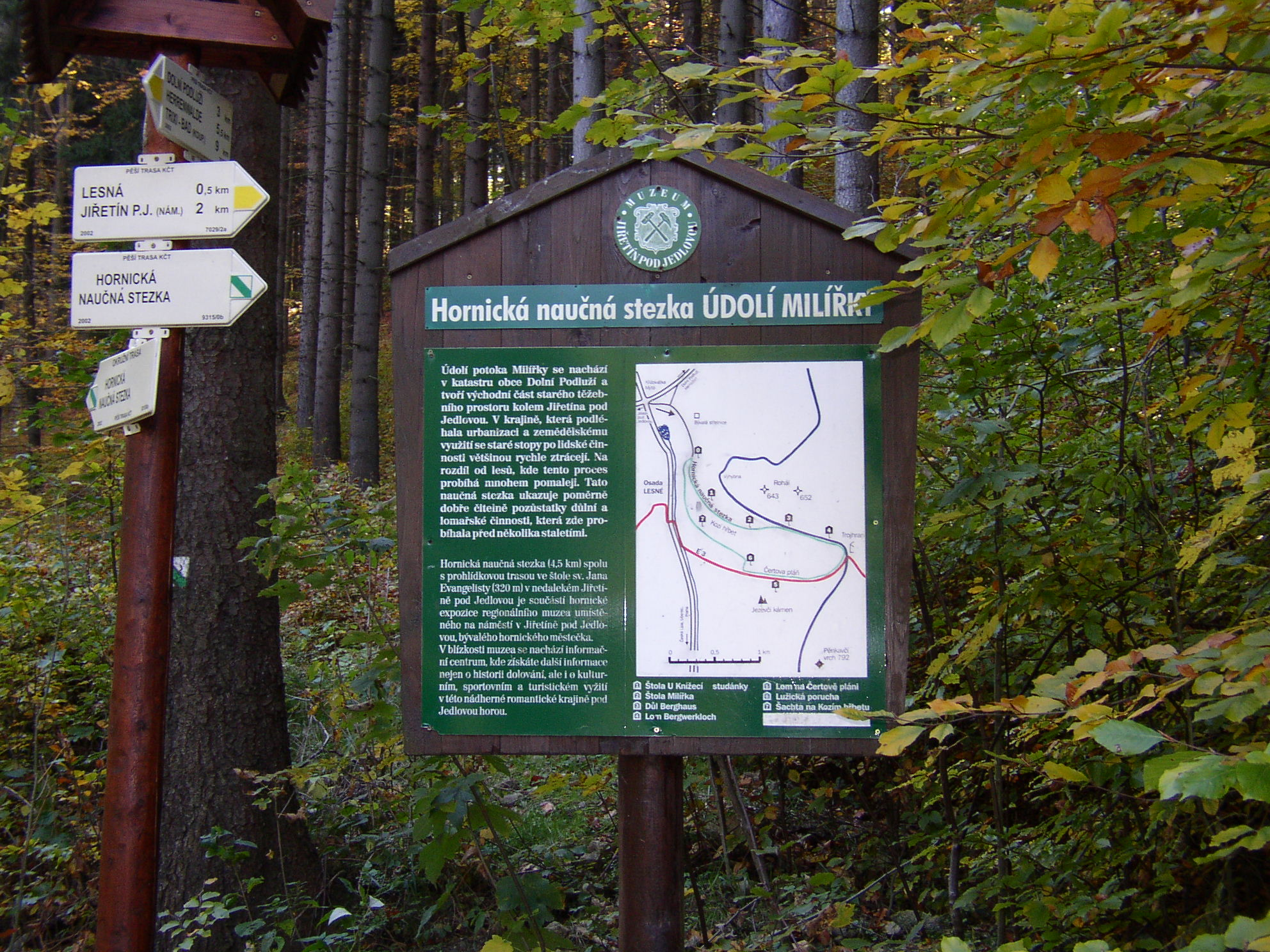
Úvodní informační tabule naučné stezky

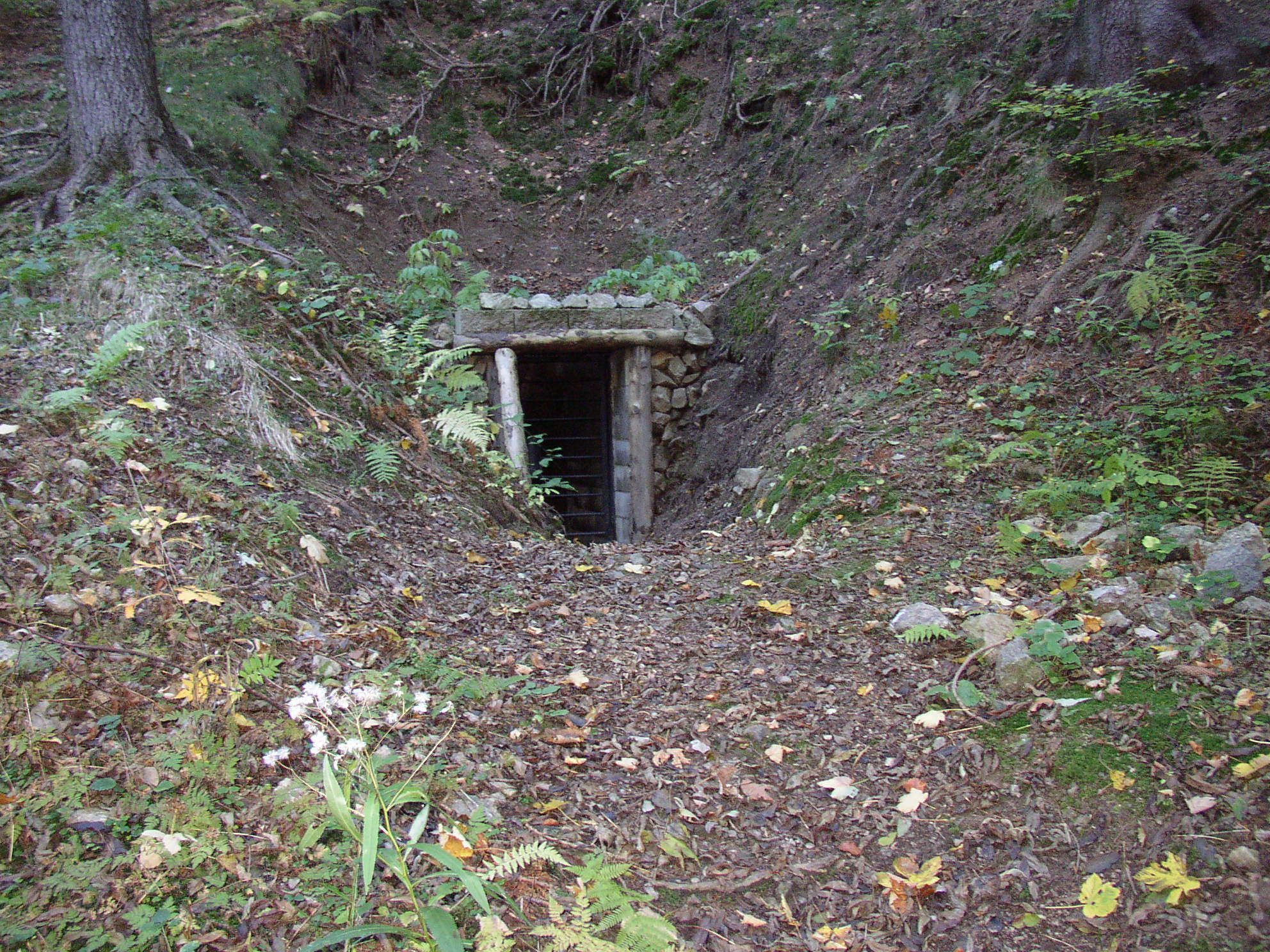
Portál štoly U Knížecí studánky

1. Štola U Knížecí studánky
Štola U Knížecí studánky, zvaná také Antoniho štola je dlouhá 208 metrů. Je ražen 122 metrů k jihu a poté se stáčí na západ. Kromě malé hloubení a některých částí chodby nemá žádné dobývací prostory, měla pravděpodobně odvodnit výše položené dobývky, otevřené šachticemi. Původní název štoly se nedochoval. V roce 1995 při průzkumu byly uvnitř nedaleko vchodu objeveny kosterní pozůstatky člověka.
2. Štola Milířka
Štola Milířka je asi 192 metrů dlouhá. Za portálem je do hloubky 60 cm zatopená, stáčí se a vede k východu, v polovině délky se vrací k severnímu směru. Končí závalem, před kterým je zachován ručně sekaný oválný profil, typický pro středověká díla. Štola nemá  větší dobývací prostory a pravděpodobně byla též ražena  pro odvodnění dobývek výše ve svahu.
3. Důl Berghaus
Důl Berghaus byl otevřen hlavní šachtou, její zbytky jsou ještě patrné jižně od cesty. Šachta byla podsednuta štolou, která ústila severně od cesty, nedaleko mostu přes potok Milířka. Štola vedla mělce pod povrchem a měla zřejmě několik světlíků Značná velikost haldy před portálem napovídá, že šlo patrně o největší důl na stříbro a barevné kovy v údolí Milířky.
4. Lom Bergwerkloch
Křemenný lom Bergwerkloch tvoří asi 240 metrů dlouhé vytěžené údolí. Jeho středem se táhne křemenná žíla beze stop zrudnění široká 05 až 1,5 metru. Do boku je vyraženo několik rozrážek, pravděpodobně průzkumných. V jejich haldách byly nalezeny zbytky hornického nářadí.
5. Lom na Čertově pláni
Lom na Čertově pláni se táhne po jihozápadním svahu Kozího hřbetu  a jeho celková délka je 350 metrů. Je nejdelším  pískovcovým kamenolomem v okolí. Ve vzdálenosti 150 metrů pod ním je další pískovcový lom. Oba lomy jsou již koncem 19. století vedeny jako opuštěné. O kamenolomech se v okolí Tolštejna se zmiňuje v zakládací listině Jiřetína pod Jedlovou Georg von Schleinitz.
6. Lužická porucha
Geologická linie Lužické poruchy, oddělující lužický žulový masív a pískovce České křídové pánve, prochází střední částí Údolí Milířky. Zastavení se nachází asi 400 m severozápadně od pozůstatků někdejší kovárny a lomů v lokalitě Čertova pláň.
7. Šachta na Kozím hřbetu
Stará šachta na Kozím hřbetu je nejméně 10 metrů hluboká a pravděpodobně vede do dobývek. je vyražena na hřebeni Kozího hřbetu, v oblasti prozkoumané pinkami. Rozměry některých zřícených pinek napovídají, že by se mohlo jednat o další šachty. Do této oblasti směřuje také štola U Knížecí studánky, která leží o 55 metrů níže, která mohla být ražena jako odvodňovací.

## Dostupnost
Úvodní zastavení naučné stezku se nachází cca 500 metrů od rozcestí červené a žluté turistické značky v osadě Lesné. Nejbližší autobusovou zastávkou je Jiřetín pod Jedlovou, Lesné na silnici I/9 procházející stejnojmennou obcí. Trasa naučné stezky je určena pro pěší a je středně náročná. Celkové převýšení činí 220 metrů.